# El sacerdote
El sacerdote, è un film del 1978 diretto da Eloy de la Iglesia ed interpretato da Simón Andreu, Emilio Gutiérrez Caba and Esperanza Roy.

## Trama
Padre Miguel è un prete cattolico conservatore di trentasei anni. Nella Spagna del 1966 la comunità religiosa di Miguel cerca di attuare le dottrine fornite dal Concilio Vaticano II e adattarsi alle nuove realtà del Paese. Padre Miguel però si oppone a qualsiasi forma di modernizzazione religiosa e si scontra con padre Luis, un collega sacerdote della sua comunità che impiega tattiche più moderne di istruzione religiosa. Padre Miguel inizia a vivere una crisi personale quando la sua repressione sessuale viene risvegliata da un segnale stradale che mostra una bella donna che indossa un bikini provocatorio. Comincia ad essere costantemente tormentato da pensieri sessuali che vengono ulteriormente acutizzati da Irene, una bellissima trentenne che nelle sue confessioni racconta al sacerdote dei suoi intensi incontri sessuali con il marito. Turbato da questi pensieri peccaminosi, Padre Miguel, che è entrato in seminario all'età di quattordici anni e non ha mai avuto esperienze sessuali con donne, vorrebbe chiedere consiglio al più mondano e moderno padre Luis. Tuttavia si vergogna di chiedere del sesso e dice a padre Luis di dimenticare la faccenda prima di rivelare ciò che lo tormenta.
Allarmato dal comportamento di padre Miguel, padre Alfonso, il capo della congregazione, separa padre Miguel dai normali servizi alla comunità. Ad Irene viene assegnato un nuovo confessore, mentre padre Miguel viene incaricato di insegnare presso la scuola locale. Comincia a dare istruzioni religiose ai bambini che si stanno preparando per la loro prima comunione. Tuttavia, le ossessioni sessuali di padre Miguel continuano e il sacerdote, per calmare i suoi desideri proibiti, ricorre alla penitenza e all'autoflagellazione arrivando ad indossare il cilicio.
Durante la prima comunione del figlio di Irene, padre Miguel osserva la donna insieme al marito ed inizia ad immaginarsela nell'atto di avere rapporti sessuali con suo marito come li descriveva durante la confessione. Padre Miguel si reca in un bar e prende accordi per fare sesso con una prostituta, ma all'ultimo minuto ci ripensa. Turbato dai suoi pensieri e debilitato dall'autoflagellazione, finisce con l'ammalarsi. Padre Francisco lo manda a ristabilirsi nel suo villaggio natale dove vive ancora la madre vedova di Miguel.
Una volta nella sua città natale, padre Miguel inizia a recuperare le forze. Il sacerdote si lascia andare ai ricordi della sua infanzia: il padre irascibile che lo picchiava senza pietà e le avventure sessuali dei suoi compagni di classe, che facevano il bagno nudi nel fiume, confrontavano le misure dei loro piselli e facevano sesso con gli animali da fattoria. Tornato in città e nella sua comunità religiosa scopre che alcune cose sono cambiate: uno dei sacerdoti aveva una ragazza ed ha lasciato l'ordine per sposarla ed Irene è intenzionata a divorziare dal marito. Padre Miguel le fa visita a casa sua e la donna le confessa di essere da sempre innamorata di lui e che le sue confessioni avevano lo scopo di suscitare l'interesse sessuale di Miguel. Padre Miguel e Irene fanno sesso ma l'uomo è poi sopraffatto dal senso di colpa per ciò che ha fatto. Durante le celebrazioni natalizie padre Miguel, tormentato e profondamente disturbato, si chiude nella sua stanza ed utilizza un paio di cesoie per castrarsi.
Sopravvissuto alla sua castrazione, padre Miguel viene rinchiuso in un istituto psichiatrico. Una volta ritenuto di nuovo sano, ritorna nella sua comunità dove molte cose sono cambiate. Vede ancora Irene che ora è separata dal marito e vorrebbe riaccendere la loro relazione. Miguel le dice che è troppo tardi per quello. Finalmente a proprio agio, Miguel lascia la sua vita religiosa e la sua comunità perché ormai ha perso la fede.

## Produzione
Girato in alcune location di Madrid, El sacerdote fu l'ultimo dei film di Eloy de la Iglesia con una sceneggiatura di Enrique Barreiro ed uno dei pochi film in cui il regista non è intervenuto nella sua preparazione.

## Accoglienza
Il film ha ottenuto recensioni moderatamente positive sui portali informativi del film. Su IMDB, con 106 recensioni dei suoi utenti, ha un punteggio di 6,9 su 10. Su FilmAffinity España, contando 497 voti, ha un punteggio di 5,5 su 10.
Antonio Méndez, sul portale AlohaCriticón, sottolinea che "il film ha alcuni momenti acuti di drammi sessuali e psicologici attorno alle ossessioni e alla ricerca dell'identità personale, usando flashback che riflettono i ricordi degli adolescenti e scene di situazioni iniziatiche. L'interpretazione di Simon Andreu è uno degli aspetti più preziosi del film".
Sulla stampa dell'epoca, il film ha ricevuto recensioni negative. Ad esempio, Pedro Crespo, nell'edizione del quotidiano ABC del 9 giugno 1979, descriveva così il film: "Un nuovo mostro filmico che allarga quel particolare percorso di imprecazioni melodrammatiche, erotiche-sociologiche-politiche che con tanta insistenza Eloy de la Iglesia coltiva". Fernando Trueba, nell'edizione del 1º giugno 1979 sul quotidiano El País, notò: "In El sacerdote assistiamo alla messa in scena della castrazione. Castrazione -simbolicamente- da parte di sua madre quando aveva quattordici anni che lo manda in seminario per diventare sacerdote, padre Miguel assiste a un drammatico sviluppo interno. (...) Il più grande, meno perdonabile, difetto del cinema di De la Iglesia sono i suoi personaggi, costruiti arbitrariamente per servire la didattica (sic) obiettivi delle sue storie, i suoi personaggi non sono mai credibili, vero. La Chiesa è incapace di ritrarre con un minimo di obiettività un deputato a destra -La criatura- come uno a sinistra -El diputado- o questo travagliato sacerdote".

## Riconoscimenti
- 1982 - Premio ACE
  - Miglior regia[8]